# 100 클럽

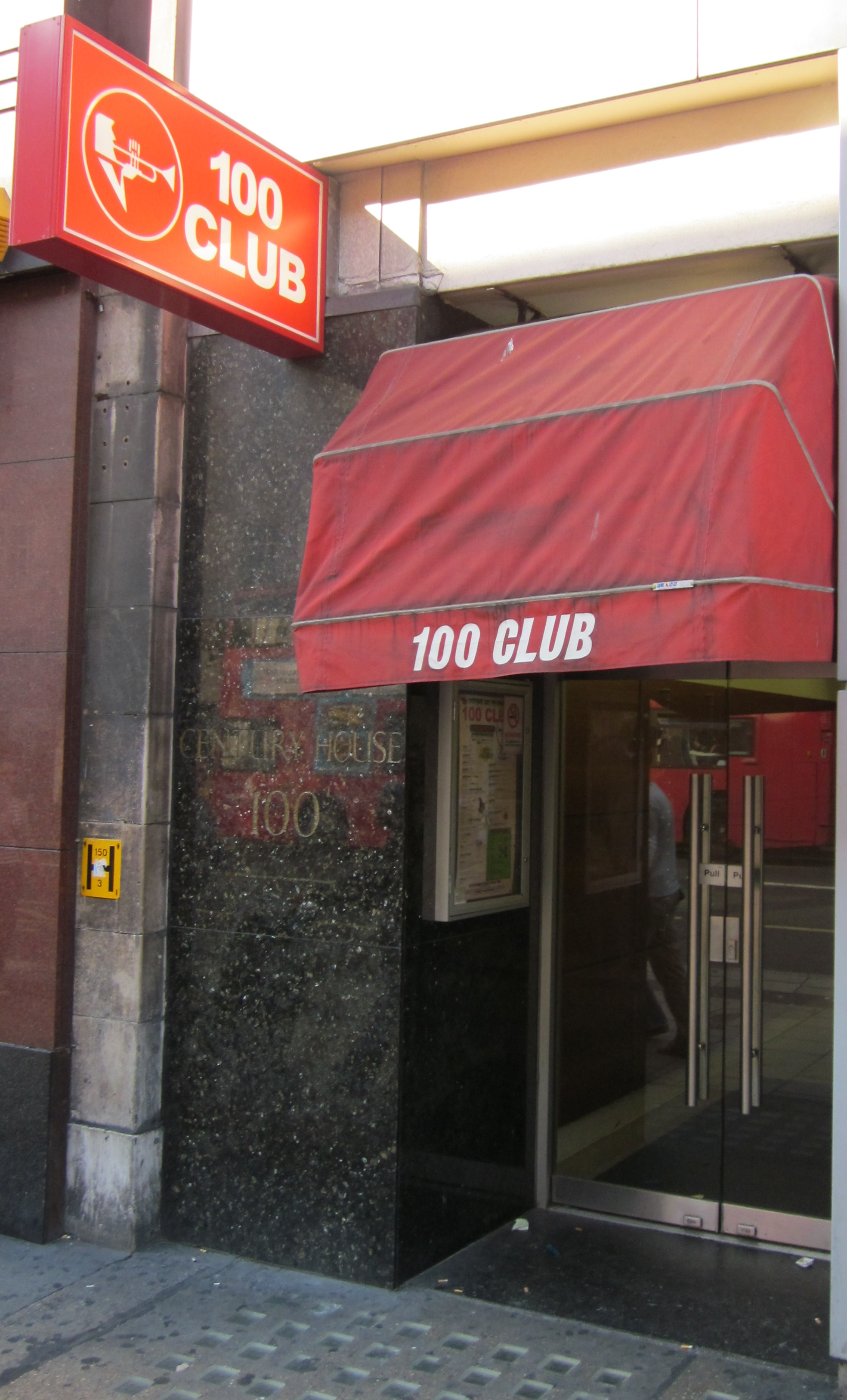
100 클럽

100 클럽(100 Club)은 영국, 잉글랜드, 런던, 옥스퍼드 스트리트에 있는 음악 공연장이다. 1942년 10월 24일 문을 열었다. 원래에는 펠드맨 스윙 클럽(영어: Feldman Swing Club)이라는 이름을 사용하였으나, 1964년 이후 지금의 이름으로 변경되었다.